# 젠틀맨 (텔레비전 프로그램)
《이영돈·신동엽 젠틀맨》은 채널A의 예능 프로그램이었다.

## 시청률

### 2013년
| 1 | 12월 22일 |  | %    |
| 2 | 12월 29일 |  | 2.5% |

- TNmS와 AGB닐슨 미디어 리서치에서 공개한 표를 바탕으로 작성한 시청률이다. 빨간색 글씨는 최고 시청률, 파란색 글씨는 최저 시청률을 나타낸다.

### 2014년
| 3  | 1월 5일  |  | %      |
| 4  | 1월 12일 |  | 2.236% |
| 5  | 1월 19일 |  | 1.71%  |
| 6  | 1월 26일 |  | 1.725% |
| 7  | 2월 5일  |  | %      |
| 8  | 2월 12일 |  | %      |
| 9  | 2월 23일 |  | 1.439% |
| 10 | 3월 2일  |  | 1.807% |
| 11 | 3월 9일  |  | 1.679% |
| 12 | 3월 16일 |  |        |

- TNmS와 AGB닐슨 미디어 리서치에서 공개한 표를 바탕으로 작성한 시청률이다. 빨간색 글씨는 최고 시청률, 파란색 글씨는 최저 시청률을 나타낸다.